# Literatura llatinoamericana
La literatura llatinoamericana tracta de la literatura literatura oral i escrita d'Amèrica llatina en diverses llengües, particularment en castellà, portuguès, i les llengües ameríndies d'Amèrica, així com Literatura dels Estats Units d'Amèrica escrita en llengua castellana. La seva prominència va augmentar globalment durant la segona meitat del segle xx, en gran part a causa de l'èxit internacional de l'estil conegut com a realisme màgic. La literatura de la regió, és sovint associada amb aquest estil. Durant el segle XX el moviment literari és conegut com a Boom llatinoamericà, tenint el seu màxim d'exponent a l'autor Gabriel Garcia Márquez. La literatura llatinoamericana té una tradició rica i complexa de producció literària que data segles enrere.

## Història

### Literatura precolombina

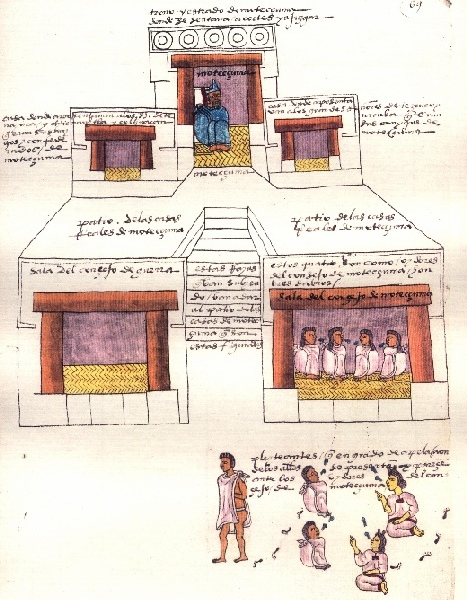
Foli 69 del Còdex Mendoza, palau de Moctezuma Xocoyotzin

Les cultures precolombines eren principalment orals, tot i que els asteques i els maies, per exemple, produïen elaborats còdexs. Són els coneguts còdex mexiques, maies i de tota mesoamèrica en general. De vegades es van registrar relats orals de creences mitològiques i religioses, després de l'arribada de colonitzadors europeus, com és el cas del Popol Vuh. D'altra banda, encara hi ha una tradició de narració oral, per exemple entre la població Quitxua del Perú i els Quitxés de Guatemala.

### Literatura colonial

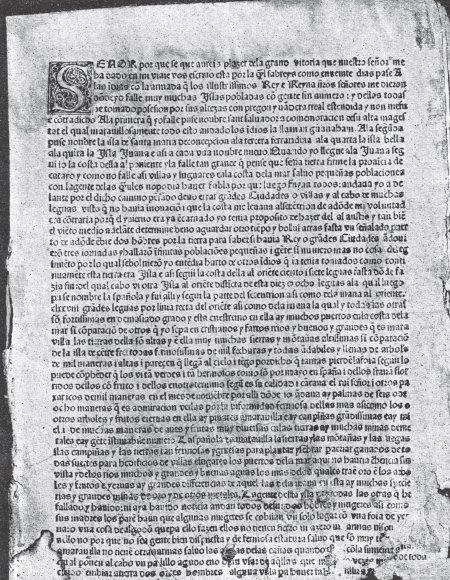
Facsímil de la primera pàgina de l'edició en foli del text espanyol de la carta de Colom a Santangel, de 15 de febrer de 1493.

En del mateix moment en què els europeus es van trobar amb el Nou Món, els primers exploradors i conquistadors van produir relats escrits i cròniques de la seva experiència, com les cartes de Colom: Carta de la Primera Navegació o les descripcions de Bernal Díaz del Castillo de la conquesta de Mèxic. De vegades, les pràctiques colonials van provocar un viu debat sobre l'ètica de la colonització i l'estat dels pobles indígenes, com es reflecteix, per exemple, en el relat de Bartolomé de las Casas: Brevísima relación de la destrucción de las Indias.
Mestisos i indígenes també van contribuir al cos de la literatura colonial. Autors com El Inca Garcilaso de la Vega i Felipe Guaman Poma de Ayala van escriure relats de la conquesta espanyola que mostren una perspectiva que sovint contrasta amb els relats dels colonitzadors.
Durant el període colonial, la cultura escrita va estar sovint en mans de l'església, el context en el qual Juana Inés de la Cruz va escriure poesies i assaigs filosòfics memorables. Cap al final del segle xviii i principis del XIX, va sorgir una tradició literària criolla distintiva, incloent-hi les primeres novel·les com El Periquillo Sarniento de José Joaquín Fernández de Lizardi (1816). Els mateixos “llibertadors” també foren escriptors sovint distingits, com Simón Bolívar i Andrés Bello.

### Literatura delseglexix

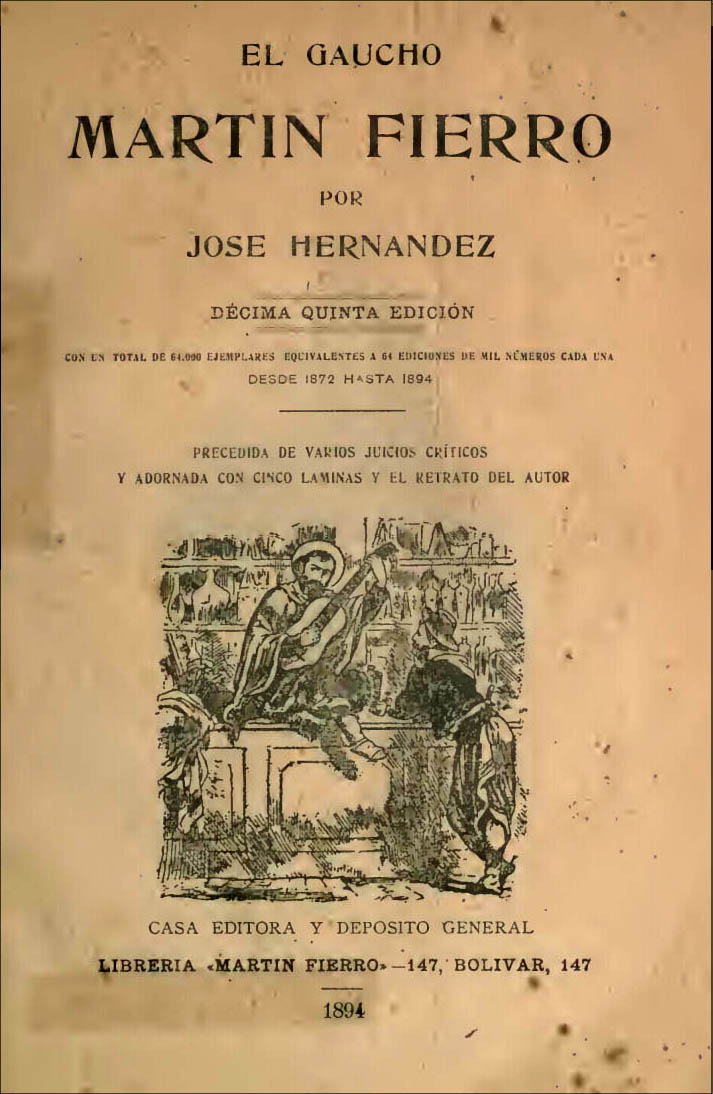
Coberta d' El Gaucho Martín Fierro, escrit per José Hernández.

El segle xix va ser un període de "ficcions fundacionals" segons paraules de la crítica de Doris Sommer. Les novel·les en les tradicions romàntiques o naturalistes intentaven establir un sentit de la identitat nacional. Sovint, se centraven en el paper i els drets dels indígenes, o la dicotomia de "civilització o barbàrie", pionera a Amèrica Llatina per Esteban Echeverría que va estar influenciat pels romàntics parisencs mentre hi va viure entre 1825-1930. En aquells moments el romanticisme va experimentar una eclosió representada per diverses figures literàries destacades, entre les quals destquen, l'argent Domingo Faustino Sarmiento amb Facundo o civilización y barbarie en las pampas argentinas. í (1845), el colombià Jorge Isaacs amb María (1867), l'equatorià Juan León Mera amb Cumandá (1879), així com Os Sertões brasilers d'Euclides da Cunha (1902). Tots aquests treballs són encara la base dels cànons nacionals, i normalment elements obligatoris dels currículums de secundària.
Altres obres importants de la literatura llatinoamericana del segle xix inclouen clàssics regionals, com el poema èpic de José Hernández Martín Fierro (1872). Narra la història d'un pobre gautxo redactada per combatre una guerra fronterera contra els indis. Martín Fierro és un exemple del "gautxesque" (literatura gautxesca), un gènere argentí de poesia centrat al voltant de la vida dels gautxos.
Els moviments literaris del segle xix a Amèrica Llatina van des del Neoclassicisme de principis del segle fins al Romanticisme de mitjan segle. Continuen amb el realisme i el naturalisme al terç final del segle. Acabant finalment amb la invenció del modernisme, en una manera clara de moviment literari llatinoamericà, a finals del segle xix. Les següents seccions tracten amb més detall les tendències destacades d'aquests moviments.

### Romanticisme, realisme, naturalisme i tendències literàries emergents
Les guerres d'Independència llatinoamericanes ocorregudes a principis del segle xix a Amèrica Llatina van provocar temes literaris d'identitat, resistència i drets humans. Els escriptors sovint van seguir i innovar moviments literaris populars (com el Romanticisme, el realisme i el naturalisme). Molts també exploraven idees com el nacionalisme i la independència. La independència cultural es va estendre per tota Amèrica Llatina durant aquest temps, i els escriptors van representar temes i ubicacions llatinoamericanes en les seves obres. Si bé la literatura que va qüestionar l'ordre colonial podria haver sorgit inicialment durant el segle xvii, a Amèrica Llatina, va augmentar en popularitat en forma de resistència contra Espanya, els Estats Units i altres nacions imperialistes al segle xix. Els escriptors llatinoamericans van buscar una identitat llatinoamericana, relacionada posteriorment amb el moviment literari del modernisme.

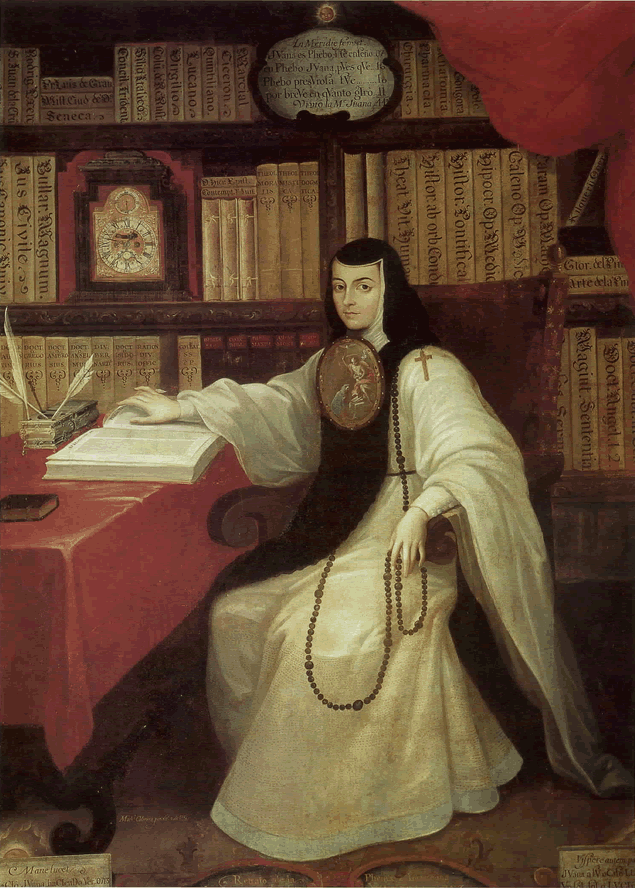
Pintura de Miguel Cabrera, sobre Sor Juana (ca. 1651–1695)

Els autors masculins van dominar principalment la literatura colonial, a excepció de grans escriptores com a Sor Juana Inés de la Cruz. Però es va iniciar un canvi al segle xix que va permetre que sortissin més autores femenines. Un augment de l'educació i l'escriptura de la dona va portar a l'avantguarda algunes dones escriptores, entre elles l'autora romàntica cubana Gertrudis Gómez de Avellaneda amb la novel·la Sab (1841). Es una novel·la romàntica que ofereix una crítica subtil de l'esclavitud i el tractament de les dones a Cuba. L'autora naturalista peruana Clorinda Matto de Turner va escriure la que es considera una de les novel·les més importants de l'indigenisme del segle XIX: Aves sin nido (1889). L'escriptora romàntica argentina Juana Manuela Gorriti (1818-1892), va escriure una varietat de novel·les i narracions breus, com La hija del mashorquero (1860) i va dirigir un cercle literari al Perú. L'avanguardista naturalista peruana Mercedes Cabello de Carbonera va escriure Blanca Sol (1888) oncriticaria la manca d'opcions pràctiques de treball de la dona en la seva societat. Les dones escriptores del segle xix escriuen sovint sobre les desigualtats a Amèrica Llatina que eren vestigis del colonialisme com la marginació i l'opressió dels pobles indígenes, els esclaus i les dones. Moltes obres de dones en aquest període van desafiar les societats patriarcals llatinoamericanes. Aquestes destacades dones escriptores van discutir la hipocresia de la classe dominant i les institucions que existien a les seves naixents nacions, alhora que criticaven la corrupció del govern. Alguns exemples principals d'aquests treballs inclouen Indole, Herencia, i El Conspirador: autobiografia de un hombre público, per Clorinda Matto de Turner.

### Modernisme, les avantguardes i els precursors del boom

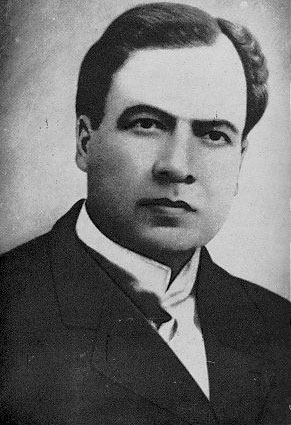
Fotografia de Ruben Dario (autor desconegut)

A finals del segle xix va sorgir el modernisme, un moviment poètic el text fundacional del qual fou el nicaragüenc Rubén Darío Azul (1888). Aquest va ser el primer moviment literari llatinoamericà que va influir en la cultura literària fora de la regió. Va ser també la primera literatura realment llatinoamericana, ja que les diferències nacionals ja no es plantejaven, i els autors pretenien establir connexions llatinoamericanes. José Martí, per exemple, tot i que va ser un patriota cubà, també va viure a Mèxic i els Estats Units i va escriure a revistes de l'Argentina i altres llocs. El 1900, l'uruguaià José Enrique Rodó va escriure el que es considera un manifest per al despertar cultural de la regió, Ariel. Delmira Agustini, una de les figures femenines del modernisme, va escriure poesia on utilitzava imatges modernistes típiques (com els cignes) i les adaptava amb missatges feministes i temes eròtics, com descriu la crítica Sylvia Molloy.
El modernisme en si mateix és considerat sovint com esteticista i antipolític. Però alguns poetes i assagistes, entre els quals trobem José Marti, i els peruans Manuel González Prada i José Carlos Mariátegui, van introduir crítiques convincents de l'ordre social contemporani i, en particular, sobre la difícil situació dels pobles indígenes d'Amèrica Llatina. D'aquesta manera, a principis del segle xx, també es va donar un increment de l'indigenisme. Corrent popularitzat anteriorment per Clorinda Matto de Turner, dedicada a representar la cultura i les injustícies que estaven patint els pobles indígenes. També trobem denúncies similars en el peruà José María Arguedasi la mexicana Rosario Castellanos.

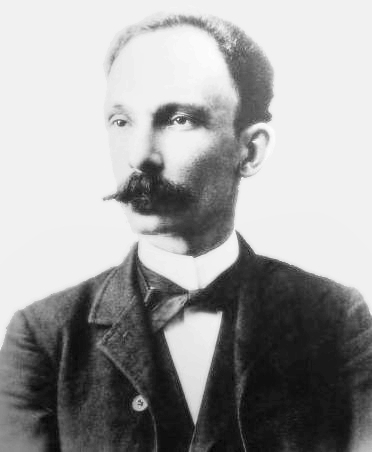
Fotografia de José Martí (autor desconegut)

La resistència contra el colonialisme, una tendència sorgida abans del segle xix, també va ser extremadament important en el modernisme.Aquesta literatura de resistència va ser promoguda per destacats modernistes, inclosos els esmentats José Martí (1853-1895) i Rubén Darío (1867-1916). Martí va advertir els lectors sobre les tendències imperialistes dels Estats Units i va descriure com Amèrica Llatina hauria d'evitar permetre als Estats Units intervenir en els seus assumptes. Un exemple principal d'aquest tipus de missatges el trobem a Nuestra Amèrica de Martí, publicat el 1892. Darío també va treballar per posar en relleu l'amenaça de l'imperialisme americà, que es pot veure al seu poema A Roosevelt, així com en la seva obra Cake-Walk: El Baile de Moda. Bona part de la seva producció literària va ser publicades a La Revista Moderna de Mexico, una revista modernista de l'època.
L'argentí Jorge Luis Borges va inventar el que era gairebé un gènere nou: el relat filosòfic. Passaria a ser un dels més influents de tots els escriptors llatinoamericans. Al mateix temps, Roberto Arlt va oferir un estil molt diferent, més proper a la cultura de masses i a la literatura popular, que reflectia la urbanització i la immigració europea que conformaven el Con Sud. Els dos escriptors van ser les figures emergents més importants en una important controvèrsia en la literatura argentina entre l'anomenat Grup Florida de Borges i altres escriptors i artistes que es reunien al Cafè Richmond de la ciutat de Buenos Aires vs. el grup Boedo de Roberto Arlt, que es reunia al cafè japonès al barri perifèric Boedo de la mateixa ciutat.
El veneçolà Romulo Gallegos va escriure el 1929 la que va arribar a ser una de les novel·les llatinoamericanes més conegudes del segle xx, Doña Barbara. Aquesta obra és una novel·la realista que descriu el conflicte entre civilització i barbàrie a les planes de l'Amèrica del Sud i és una obra mestra del criollisme. La novel·la va esdevenir un èxit immediat, traduïda a més de quaranta idiomes.
Entre les figures destacades del Brasil en aquest moment destaquen l'excepcional novel·lista i escriptor de relats curts Machado d'Assis. Amb una visió irònica i profunda anàlisi psicològica que van introduir un àmbit universal en la prosa brasilera, seguida pels poetes modernistes Mário de Andrade, Oswald de Andrade (el Moviment Antropofàgic elogiava el poder brasiler de la transculturació) i Carlos Drummond d'Andrade.
Durant el Mèxic dels anys vint, l'estridentisme i los Contemporàneos van representar l'afluència dels moviments d'avantguarda. Al mateix temps la Revolució mexicana va inspirar novel·les com Los de abajo de Mariano Azuela. Va ser una obra compromesa amb el realisme social i la revolució i les seves conseqüències que continuaria ser un referent de la literatura mexicana durant moltes dècades. Als anys quaranta, el novel·lista i musicòleg cubà Alejo Carpentier va encunyar el terme " lo real maravilloso ". Juntament amb el mexicà Juan Rulfo, i el guatemaltec Miguel Ángel Asturias, esdevindrien un precedent del "boom" i el seu estil de "realisme màgic".

### Poesia després del modernisme

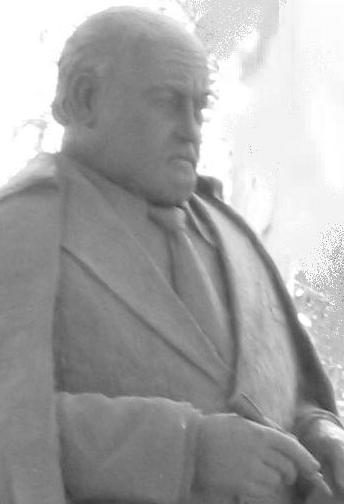
Alfonso Reyes escriptor d'influents peces del surrealisme mexicà.

La poesia modernista va avançar cap a una poesia experimental més avançada, particularment de la Vanguardia o avantguarda. Aquesta, va donar lloc a diversos moviments i tendències artístiques. La poesia del segle XX a Amèrica Llatina ha expressat sovint amor i compromís polític, sobretot pel model del poeta peruà Cesar Vallejo i el premi nobel xilè Pablo Neruda,. Continuaren poetes com el nicaragüenc Ernesto Cardenal, el salvadorenc Roque Dalton i la peruana Blanca Varela, Jorge Eduardo Eielson o Javier Sologuren.
Altres poetes significatius del moment són el cubà Nicolás Guillén, el xilè Gonzalo Rojas, i l'uruguaià Mario Benedetti, sense oblidar els premiats amb el Nobel Gabriela Mistrali Octavio Paz. Aquest últim també va ser un distingit crític i assagista, famós sobretot pel seu llibre sobre cultura mexicana, El laberinto de la solitud.
A Xile, Braulio Arenas i altres van fundar el 1938 el grup Mandrágora, fortament influenciat pel surrealisme i pel creacionisme de Vicente Huidobro. Tot i així, aquest grup de poetes va ser eclipsat per Pablo Neruda i Gabriela Mistral. Al Perú, Cesar Moro i Emilio Adolfo Westphalen van desenvolupar el surrealisme a la regió dels Andes.

### El Boom

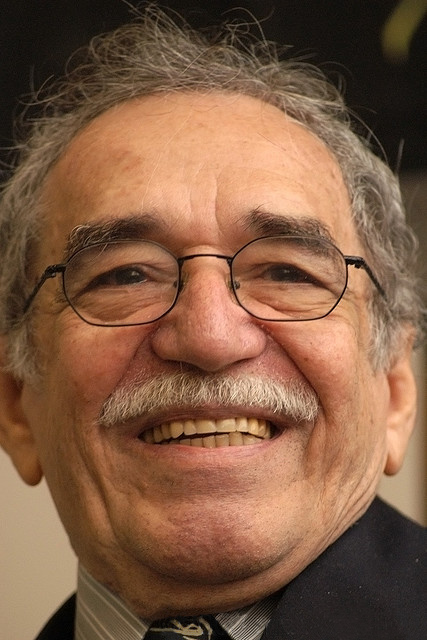
Gabriel García Márquez, l'escriptor més famós dels integrants del Boom

Després de la Segona Guerra Mundial, Amèrica Llatina va gaudir de la prosperitat econòmica creixent i una nova confiança va donar lloc a una eclosió literària coneguda com a Boom llatinoamericà. Entre el 1960 i el 1967, es van publicar algunes de les principals obres fonamentals del Boom que van impactar durant molt de temps, admirades i comentades més enllà de la mateixa Amèrica Llatina. Moltes d'aquestes novel·les i reculls de relats breus eren rebels des del punt de vista general de la cultura de l'Amèrica Llatina. Els autors van creuar les fronteres tradicionals, van experimentar amb el llenguatge i, sovint, van barrejar diferents estils d'escriptura en les seves obres.
Les estructures d'obres literàries també van canviar. Els escriptors del Boom es van aventurar fora de les estructures narratives tradicionals, abraçant la no-linealitat i la narració experimental. La figura de Jorge Luis Borges, tot i que no és un autor de Boom per se, va ser extremadament influent en aquesta generació. Els autors llatinoamericans es van inspirar en autors nord-americans i europeus com William Faulkner, James Joyce i Virginia Woolf, en el mític poeta i dramaturg espanyol Federico García Lorca, així com en obres mútues. Molts dels autors es coneixien, fet que va provocar un mestissatge d'estils.

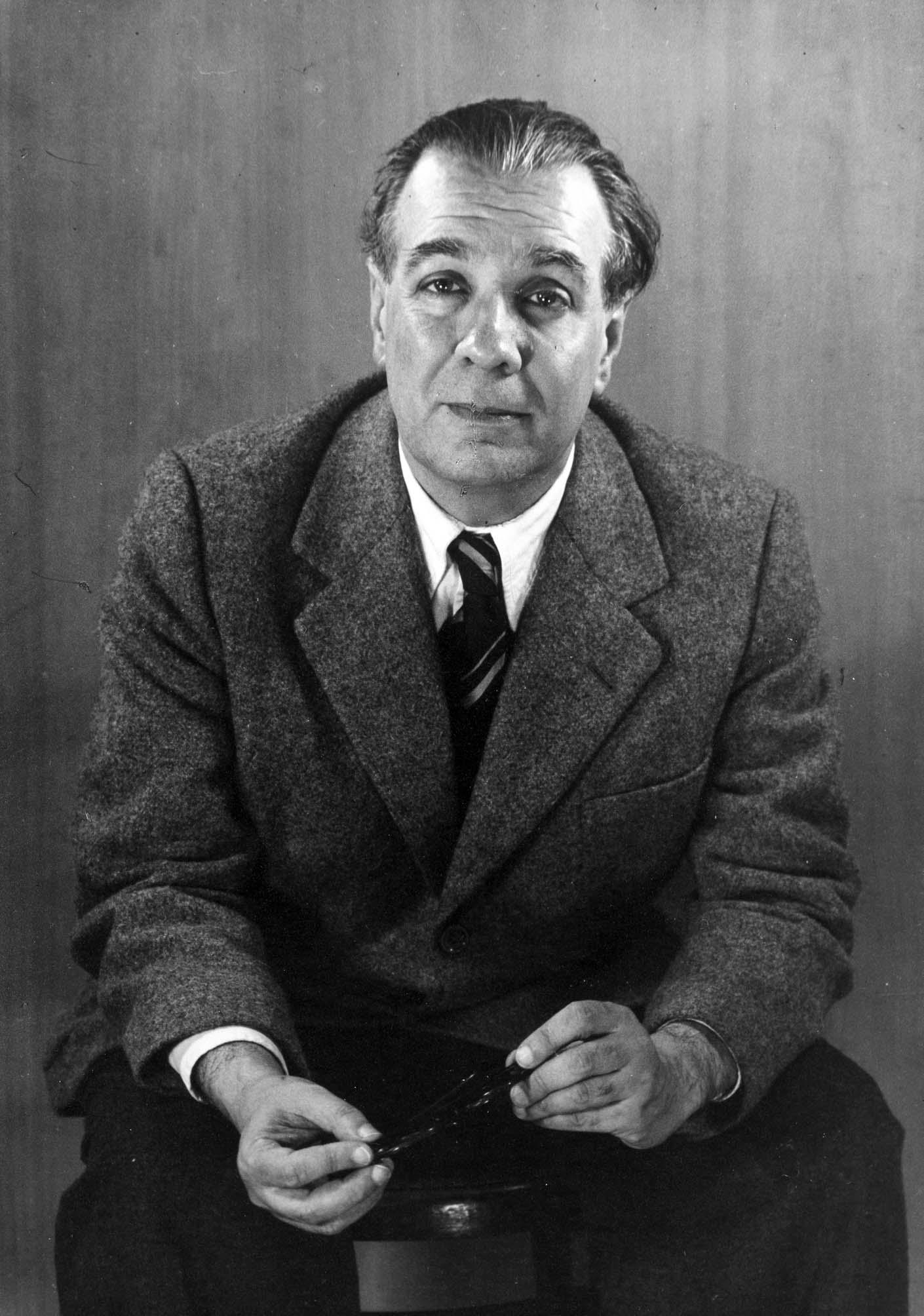
Fotografia de Jorge Luis Borges el 1951 per Grete Stern

El Boom va llançar la literatura llatinoamericana als escenaris mundials. Es va distingir per novel·les atrevides i experimentals, com ara Rayuela de Julio Cortázar (1963), que van ser publicades freqüentment en castellà i traduïdes ràpidament a l'anglès. De 1966 a 1968, Emir Rodríguez Monegal va publicar el seu influent periòdic mensual de literatura llatinoamericana Mundo Nuevo, esdevenint un promotor dels autors del Boom. S'hi van publicar fragments de novel·les inèdites d'escriptors, aleshores nous, com Guillermo Cabrera Infante o Severo Sarduy, incloent dos capítols de Cien años de soledad de Gabriel García Márquez. cap el 1966. El 1967, es va publicar aquesta novela, considerada com una de les màximes obres definidores del Boom, que va portar a l'associació de la literatura llatinoamericana amb el realisme màgic. Altres escriptors importants del període, com Mario Vargas Llosa i Carlos Fuentes, no encaixen tan fàcilment en aquest marc. El mateix any, 196,7 Miguel Ángel Asturias va ser guardonat amb el premi Nobel de literatura, fent que les seves novel·les de realisme màgic, metàfores pesades, folklòricques i de vegades carregades políticament fossin conegudes a Europa i Amèrica del Nord. La culminació del Boom va arribar amb l'obra monumental Yo, el supremo (1974) d'Augusto Roa Bastos. Altres novel·listes importants del període són el xilè José Donoso, el guatemalenc Augusto Monterroso i el cubà Guillermo Cabrera Infante.
Tot i que l'esclat literari que es va produir mentre l'Amèrica Llatina tenia èxit comercial, les obres d'aquest període tendien a allunyar-se dels valors de la modernització que la societat estava posant en marxa. Les obres Boom sovint no solen centrar-se en qüestions socials i locals, sinó en temes universals i a vegades metafísics.
Les revoltes polítiques a països llatinoamericans, com ara Cuba, van influir també en el boom literari. Alguns treballs preveien el final de la prosperitat que es produïa i, fins i tot, estimaven que els antics problemes ressorgirien en un futur pròxim. Els seus treballs van predir els esdeveniments del futur d'Amèrica Llatina, amb la dictadura dels anys setanta i vuitanta, l'agitació econòmica i els terrorismes d'estat.

### Post-Boom i literatura contemporània

Es considera que Roberto Bolaño va tenir el major impacte als Estats Units que qualsevol autor post-Boom

La literatura post-Boom es caracteritza a vegades per una tendència a la ironia i l'humor, com la narració d'Alfredo Bryce Echenique, i cap a l'ús de gèneres populars, com en l'obra de Manuel Puig. Alguns escriptors van considerar que l'èxit del Boom era una càrrega, i van denunciar amb entusiasme la caricatura que redueix la literatura llatinoamericana al realisme màgic. D'aquí que el xilè Alberto Fuguet es presentés amb McOndo com a antídot al macondoisme que requeria a tots els aspirants a escriptors que fixessin els seus relats en unes jungles tropicals vaporoses en què convivien el fantàstic i el real. L'escriptora postmodernista Giannina Braschi, destaca per la seva fantasía revolucionària i les seves renovacions lingüístiques i estructurals amb la seva obra Estados Unidos de Banana. Altres escriptors, però, han participat en l'èxit del Boom: per exemple, la imitació de realisme màgic de Laura Esquivel a Como agua para chocolate.
L'autor en llengua espanyola que ha tingut més impacte als Estats Units ha estat Roberto Bolaño. En conjunt, la literatura contemporània a la regió és vibrant i variada, des dels més venuts Paulo Coelho i Isabel Allende fins a l'obra més avantguardista i aclamada per escriptores com Diamela Eltit, Giannina Braschi, Luisa Valenzuela, Marcos Aguinis, Ricardo Piglia, Roberto Ampuero, Jorge Marchant Lazcano, Alicia Yánez, Jaime Marchán, Jaime Bayly, Fernando Ampuero, Miguel Gutierrez, Edgardo Rivera Martinez, Alonso Cueto, Manfredo Kempff, Edmundo Paz Soldán, Gioconda Belli, Jorge Franco, Daniel Alarcon, Víctor Montoya o Mario Mendoza Zambrano. Altres figures importants són l'argentí César Aira, el peruà-mexicà Mario Bellatin o el colombià Fernando Vallejo, que amb La virgen de los sicarios representava la violència a Medellín sota la influència del tràfic de drogues.
També s'ha prestat una gran atenció al gènere de novela testimoni, textos elaborats en col·laboració amb temes subalterns, com l'estil que practica Rigoberta Menchú.
Finalment, un nou grup de cronistes, representada pels periodistes Carlos Monsiváis i Pedro Lemebel, es basen també en la llarga tradició de la producció assagística. Els acompanyen els precedents de la no-ficció creativa representada per l'uruguaià Eduardo Galeano i la mexicana Elena Poniatowska, entre d'altres.

## Escriptors destacats

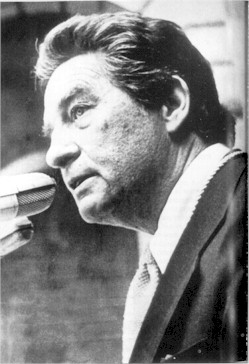
Octavio Paz va ajudar a definir la poesia moderna i la personalitat mexicana.

Segons el crític literari Harold Bloom, l'autor llatinoamericà més eminent de qualsevol època ha estat l'argentí Jorge Luis Borges. En el seu polèmic llibre de 1994, The Western Canon, Bloom diu: "De tots els autors llatinoamericans d'aquest segle, és el més universal. .. Si llegiu Borges amb freqüència i de prop, us convertiu en una cosa borgesiana, perquè llegir-lo és activar una consciència de literatura en la qual ha anat més lluny que ningú."
Entre els novel·listes, potser l'autor més destacat sorgit d'Amèrica Llatina al segle XX és Gabriel García Márquez. El seu llibre Cien Años de Soledad (1967) és una de les obres més importants de la literatura mundial del segle xx. Borges va opinar que era "el Quixot d'Amèrica Llatina".
Entre els més grans poetes del segle XX hi ha Pablo Neruda ; segons Gabriel García Márquez, Neruda "és el poeta més gran del segle xx, en qualsevol idioma".
L'escriptor i poeta mexicà Octavio Paz és únic entre els escriptors llatinoamericans en haver guanyat el premi Nobel, el premi Neustadt i el premi Cervantes. Paz també ha estat destinatari del Premi Jerusalem, així com un doctorat honorari de Harvard.
El premi literari més important de la llengua espanyola és àmpliament considerat com el Premi Cervantes d'Espanya. Entre els autors llatinoamericans que han guanyat aquest prestigiós guardó, destaquen: José Emilio Pacheco (Mèxic), Juan Gelman (Argentina), Nicanor Parra (Xile), Sergio Pitol (Mèxic), Gonzalo Rojas (Xile), Álvaro Mutis (Colòmbia), Jorge Edwards (Xile), Guillermo Cabrera Infante (Cuba), Mario Vargas Llosa (Perú), Dulce María Loynaz (Cuba), Adolfo Bioy Casares (Argentina), Augusto Roa Bastos (Paraguai), Carlos Fuentes (Mèxic), Ernesto Sabato (Argentina), Octavio Paz (Mèxic), Juan Carlos Onetti (Uruguai), Jorge Luis Borges (Argentina) i Alejo Carpentier (Cuba).
Els autors llatinoamericans que han guanyat el guardó literari més prestigiós del món, el Premi Nobel de literatura, són: Gabriela Mistral (Xile, 1945), Miguel Ángel Asturias (Guatemala, 1967), Pablo Neruda (Xile, 1971), Gabriel García Márquez (Colòmbia, 1982), Octavio Paz (Mèxic, 1990) i Mario Vargas Llosa (Perú, 2010).

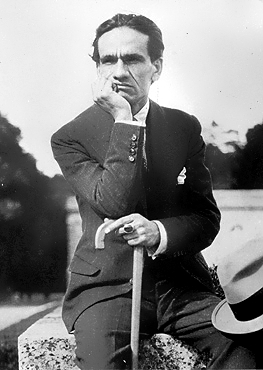
El poeta peruà César Vallejo, considerat per Thomas Merton "el més gran poeta universal des de Dante"

El Premi Internacional de Literatura Neustadt, potser el premi literari internacional més important després del premi Nobel, compta amb diversos autors llatinoamericans entre els seus destinataris; inclouen: Claribel Alegría (Nicaragua), Álvaro Mutis (Colòmbia), João Cabral de Melo Neto (Brasil), Octavio Paz (Mèxic) i Gabriel García Márquez (Colòmbia). Entre els candidats al premi destaquen: Ricardo Piglia (Argentina), Mario Vargas Llosa (Perú), Marjorie Agosin (Xile), Eduardo Galeano (Uruguai), Homero Aridjis (Mèxic), Luis Fernando Verissimo (Brasil), Augusto Monterroso (Guatemala), Ernesto Cardenal (Nicaragua), Carlos Fuentes (Mèxic), Jorge Luis Borges (Argentina), Jorge Amado (Brasil), Ernesto Sábato (Argentina), Carlos Drummond de Andrade (Brasil) i Pablo Neruda (Xile).
Un altre important premi literari internacional és el Premi Jerusalem ; Els seus destinataris són: Marcos Aguinis (Argentina), Mario Vargas Llosa (Perú), Ernesto Sabato (Argentina), Octavio Paz (Mèxic) i Jorge Luis Borges (Argentina).
Entre els autors llatinoamericans destacats crítics literaris de Harold Bloom, la llista The Western Canon de les obres més perdurables de la literatura mundial inclou: Rubén Dário, Jorge Luis Borges, Alejo Carpentier, Guillermo Cabrera Infante, Severo Sarduy, Reinaldo Arenas, Pablo Neruda, Octavio Paz, César Vallejo, Miguel Ángel Asturias, José Lezama Lima, José Donoso, Julio Cortázar, Gabriel García Márquez, Mario Vargas Llosa, Carlos Fuentes i Carlos Drummond de Andrade.
Autors brasilers que han guanyat el premi Camões, el premi literari més prestigiós en llengua portuguesa, inclouen: João Cabral de Melo Neto, Rachel de Queiroz, Jorge Amado, Antonio Candido, Autran Dourado, Rubem Fonseca, Lygia Fagundes Telles, João Ubaldo Ribeiro, i Ferreira Gullar. Alguns autors destacats que han guanyat Prêmio Machado d'Assis del Brasil són: Rachel de Queiroz, Cecília Meireles, João Guimarães Rosa, Érico Veríssimo, Lúcio Cardoso i Ferreira Gullar.

## Premis Nobel de Llatinoamèrica, premiats en literatura
- Gabriela Mistral, Xile (1945)
- Miguel Angel Astúries, Guatemala (1967)
- Pablo Neruda, Xile (1971)
- Gabriel García Márquez, Colòmbia (1982)
- Octavio Paz, Mèxic (1990)
- Mario Vargas Llosa, Perú (2010)

## Cronologia: actualitat finals delseglexixfins a l'actualitat
- 1888 Azul Rubén Darío			(Nicaragua)
- 1889 Aves sin nido Clorinda Matto de Turner (Perú)
- 1899 Dom Casmurro Joaquim Maria Machado de Assis (Brasil)
- 1900 Ariel José Enrique Rodó (Uruguai)
- 1900 El Moto Joaquin Garcia Monge (Costa Rica)
- 1902 Los maitines de la noche Julio Herrera y Reissig (Uruguai)
- 1902 Os Sertões Euclides da Cunha (Brasil)
- 1903 Horas lejanas Darío Herrera (Panamà)
- 1915 El hombre de oro Rufino Blanco-Fombona (Veneçuela)
- 1915 Los de abajo Mariano Azuela	(Mèxic)
- 1917 Los sueños son vida Ricardo Jaimes Freyre (Bolívia)
- 1919 Irremediablemente Alfonsina Storni (Argentina)
- 1919 Los frutos ácidos Alfonso Hernández Catá (Cuba)
- 1919 Raza de bronce Alcides Arguedas (Bolívia)
- 1922 La amada inmóvil Amado Nervo (Mèxic)
- 1922 Trilce César Vallejo		(Perú)
- 1922 Paulicéia desvairada Mário de Andrade		(Brasil)
- 1922 Desolación Gabriela Mistral		(Xile)
- 1922 La señorita Etcétera Arqueles Vela (Mèxic)
- 1924 La vorágine José Eustasio Rivera		(Colòmbia)
- 1926 Don Segundo Sombra Ricardo Güiraldes		(Argentina)
- 1926 La canción de una vida Fabio Fiallo (República Dominicana)
- 1928 Macunaíma Mário de Andrade (Brasil)
- 1928 Poemas en menguante Mariano Brull (Cuba)
- 1929 Doña Bárbara Rómulo Gallegos			(Veneçuela)
- 1929 Los siete locos Roberto Arlt		(Argentina)
- 1929 Onda Rogelio Sinán (Panamà)
- 1930 O Quinze Rachel de Queiroz (Brasil)
- 1931 Altazor Vicente Huidobro		(Xile)
- 1931 Las lanzas coloradas Arturo Uslar Pietri (Veneçuela)
- 1931 Sóngoro Cosongo Nicolás Guillén (Cuba)
- 1933 Casa-Grande & Senzala Gilberto Freyre (Brasil)
- 1934 Huasipungo Jorge Icaza 			(Equador)
- 1936 Angústia Graciliano Ramos (Brasil)
- 1937 Doble acento Eugenio Florit (Cuba)
- 1938 Olhai os Lírios do Campo Érico Veríssimo (Brasil)
- 1939 El pozo Juan Carlos Onetti (Uruguai)
- 1940 La invención de Morel Adolfo Bioy Casares		(Argentina)
- 1940 Mamita Yunai Carlos Luis Fallas		(Costa Rica)
- 1941 El mundo es ancho y ajeno Ciro Alegria (Perú)
- 1943 Todo verdor perecerá Eduardo Mallea (Argentina)
- 1943 Vestido de Noiva Nelson Rodrgues (Brasil)
- 1944 Ficciones Jorge Luis Borges		(Argentina)
- 1945 A rosa do povo Carlos Drummond de Andrade (Brasil)
- 1946 El señor presidente Miguel Ángel Asturias		(Guatemala)
- 1947 Al filo del agua Agustín Yáñez (Mèxic)
- 1948 El túnel Ernesto Sabato			(Argentina)
- 1948 Adán Buenosayres Leopoldo Marechal		(Argentina)
- 1949 Hombres de maíz Miguel Ángel Asturias		(Guatemala)
- 1949 O tempo e o vento Érico Veríssimo		(Brasil)
- 1949 El Aleph Jorge Luis Borges		(Argentina)
- 1949 El reino de este mundo Alejo Carpentier		(Cuba)
- 1950 Canto general Pablo Neruda			(Xile)
- 1950 El laberinto de la soledad Octavio Paz			(Mèxic)
- 1950 La vida breve Juan Carlos Onetti			(Uruguai)
- 1950 Prisión verde Ramón Amaya Amador (Hondures)
- 1951 La mano junto al muro Guillermo Meneses (Veneçuela)
- 1952 El confabulario Juan José Arreola (Mèxic)
- 1952 La carne de René Virgilio Piñera (Cuba)
- 1953 Los pasos perdidos Alejo Carpentier		(Cuba)
- 1955 El negrero Lino Novás Calvo (Cuba)
- 1955 Morte e Vida Severina João Cabral de Melo Neto (Brasil)
- 1955 Pedro Páramo Juan Rulfo			(Mèxic)
- 1956 Grande Sertão: Veredas João Guimarães Rosa (Brasil)
- 1956 La hora 0 Ernesto Cardenal		(Nicaragua)
- 1958 Gabriela, clau i canyella: Crònica d'una ciutat de l'interior Jorge Amado			(Brasil)
- 1958 Los ríos profundos José María Arguedas (Perú)
- 1959 A Morte e a Morte de Quincas Berro d'Água Jorge Amado (Brasil)
- 1960 Hijo de hombre Augusto Roa Bastos		(Paraguai)
- 1960 Els mals endreços (Diari d'una dona de les barraques) Carolina Maria de Jesus (Brasil)
- 1960 La tregua Mario Benedetti (Uruguai)
- 1962 Sobre héroes y tumbas Ernesto Sabato		(Argentina)
- 1962 El siglo de las luces Alejo Carpentier		(Cuba)
- 1962 La amortajada María Luisa Bombal (Xile)
- 1962 La muerte de Artemio Cruz Carlos Fuentes		(Mèxic)
- 1963 Rayuela Julio Cortázar			(Argentina)
- 1963 La ciudad y los perros Mario Vargas Llosa		(Perú)
- 1964 A Paixão segundo G.H. Clarice Lispector (Brasil)
- 1965 O Vampiro de Curitiba Dalton Trevisan (Brasil)
- 1965 Tres tristes tigres Guillermo Cabrera Infante	(Cuba)
- 1965 Marzo anterior José Balza (Veneçuela)
- 1966 Cenizas de Izalco Claribel Alegría (El Salvador)
- 1966 La casa verde Mario Vargas Llosa (Perú)
- 1966 Paradiso José Lezama Lima		(Cuba)
- 1967 Cien años de soledad Gabriel García Márquez		(Colòmbia)
- 1967 Quarup Antônio Callado (Brasil)
- 1968 Fuera del juego Heberto Padilla (Cuba)
- 1969 El mundo alucinante Reinaldo Arenas		(Cuba)
- 1970 El obsceno pájaro de la noche José Donoso	 (Xile)
- 1970 La cruz invertida Marcos Aguinis	 (Argentina)
- 1971 Sargento Getúlio João Ubaldo Ribeiro (Brasil)
- 1973 As Meninas Lygia Fagundes Telles (Brasil)
- 1974 Yo, el supremo Augusto Roa Bastos			(Paraguai)
- 1974 El limonero real Juan José Saer		(Argentina)
- 1975 El otoño del patriarca Gabriel García Márquez		(Colòmbia)
- 1975 Lavoura Arcaica Raduan Nassar (Brasil)
- 1975 Pobrecito poeta que era yo Roque Dalton (El Salvador)
- 1975 Poema Sujo Ferreira Gullar (Brasil)
- 1975 Terra nostra Carlos Fuentes		(Mèxic)
- 1976 El beso de la mujer araña Manuel Puig		(Argentina)
- 1976 La guaracha del Macho Camacho Luis Rafael Sánchez (Puerto Rico)
- 1978 Maitreya Severo Sarduy			(Cuba)
- 1978 Casa de campo José Donoso		(Xile)
- 1979 O Que É Isso, Companheiro? Fernando Gabeira (Brasil)
- 1980 Respiración artificial Ricardo Piglia		(Argentina)
- 1981 La guerra del fin del mundo Mario Vargas Llosa		(Perú)
- 1982 La casa de los espíritus Isabel Allende		(Xile)
- 1985 El amor en los tiempos del cólera Gabriel García Márquez		(Colòmbia)
- 1985 El desfile del amor Sergio Pitol			(Mèxic)
- 1988 El imperio de los sueños Giannina Braschi		(Puerto Rico)
- 1988 O Alquimista Paulo Coelho (Brasil)
- 1989 Como agua para chocolate Laura Esquivel		(Mèxic)
- 1990 Agosto Rubem Fonseca (Brasil)
- 1991 La Gesta del Marrano Marcos Aguinis (Argentina)
- 1992 Antes que anochezca Reinaldo Arenas			(Cuba)
- 1995 Maqroll el gaviero Álvaro Mutis			(Colòmbia)
- 1998 Yo-Yo Boing! Giannina Braschi			(Puerto Rico)
- 1998 Los detectives salvajes Roberto Bolaño			(Xile)
- 1999 La pasion segun Carmela Marcos Aguinis			(Argentina)
- 2000 La fiesta del chivo Mario Vargas Llosa			(Perú)
- 2000 Dois irmãos Milton Hatoum (Brasil)
- 2001 La reina de América Jorge Majfud (Uruguai)
- 2002 Ojos, de otro mirar: poemas Homero Aridjis (Mèxic)
- 2002 Poesía Dulce María Loynaz			(Cuba)
- 2004 2666 Roberto Bolaño			(Xile)
- 2007 The Brief Wondrous Life of Oscar Wao Junot Díaz (República Dominicana)
- 2011 United States of Banana Giannina Braschi (Puerto Rico)